# Синьбинь-Маньчжурский автономный уезд
Синьби́нь-Маньчжу́рский автоно́мный уе́зд (кит. упр. 新宾满族自治县, пиньинь Xīnbīn Mǎnzú zìzhìxiàn, маньчж. ᠰᡳᠨᠪᡳᠨ ᠮᠠᠨᠵᡠ ᠪᡝᠶᡝ ᡩᠠᠰᠠᠩᡤᠠ ᠰᡳᠶᠠᠨ) — автономный уезд в городском округе Фушунь, провинция Ляонин, КНР.

## История
В 1616 году в селении Хэту-Ала Нурхаци провозгласил создание государства Цзинь, впоследствии переименованное в Цин, а Хэту-Ала стала городом Синцзин. В 1875 году было образовано Синцзинское фудутунство. В 1909 году была образована Синцзинская управа (兴京府).
После Синьхайской революции в Китае была проведена реформа административного деления, в ходе которой управы были упразднены; на землях, ранее подчинённых напрямую Синцзинской управе, был создан уезд Синцзин (兴京县). В 1928 году в связи с тем, что власти уезда переехали из старого Синцзина в Синьбиньское укрепление, уезд был переименован в Синьбинь (新宾县).
После образования государства Маньчжоу-го уезд Синьбинь был в 1932 году вновь переименован в Синцзин, однако после капитуляции Японии в 1945 году и восстановления китайской власти ему было возвращено название Синьбинь.
В 1956 году уезд вошёл в состав Специального района Телин (铁岭专区). В 1958 году он перешёл под юрисдикцию Фушуня. В 1964 году уезд был передан в состав Специального района Шэньян, но в 1969 году возвращён под юрисдикцию Фушуня.
В 1985 году уезд Синьбинь был преобразован в Синьбинь-Маньчжурский автономный уезд.

## Административное деление
Уезд делится на 9 посёлков и 6 волостей.